# Cipanas (plaats)
Cipanas is een plaats in de regentschap Cianjur in de provincie West-Java, Indonesië. Het dorp telt 15.435 inwoners (volkstelling 2010).
Het is gelegen op ongeveer 800 meter hoogte en het ligt uiteengestrekt langs de weg. Het betekent in het Soendanees warme rivier, wat duidt op een door vulkanen opgewarmde rivier. 
Het heeft voor Indonesië een fris klimaat, waarbij opvalt dat de bevolking wintersportjacks en ijsmutsen draagt. 
Cipanas (in de oude spelling tot 1972 Tjipanas) is vooral bekend doordat het houten "paleis" van de voormalige Nederlandse gouverneurs-generaal van Nederlands-Indië hier is én omdat Indonesisch eerste president Soekarno hier veelvuldig (met zijn vrouwen) gebruik van maakte. Het presidentieel paleis Cipanas ligt direct en zichtbaar aan de weg en is uitstekend onderhouden.
Daarnaast is hier een dependance van 's-Lands Plantentuin (tegenwoordig Kebun Raya) uit Buitenzorg/Bogor, omdat door het klimaat hier weer andere plantensoorten kunnen groeien.

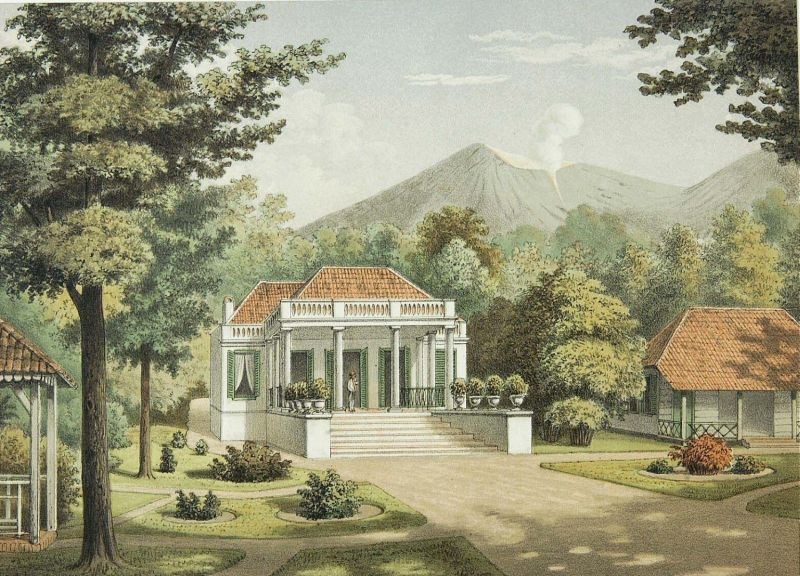
Buitenverblijf van de gouverneur-generaal (litho naar een oorspronkelijke aquarel van J. Rappard)